# بارك ريدج
بارك ريدج (بالإنجليزية: Park Ridge, Illinois)‏ هي مدينة تقع في مقاطعة كوك بولاية إلينوي في الولايات المتحدة. تأسست عام 1873، تبلغ مساحتها (كم²)، وترتفع عن سطح البحر م، بلغ عدد سكانها 37480 نسمة في عام 2010 حسب إحصاء مكتب تعداد الولايات المتحدة .

## أعلام
- كارين بلاك
- جوزفين دانغلو
- ارين رايت
- آدم جونز
- إد إيرل
- هاري فرايدا
- سيمور غرينبرغ
- غاري كول
- كيري سوندغراس
- تشاك راسيل

## وصلات خارجية
- www.parkridge.us